# ماهي دريسدال
الكسندر ماهي أوينز درايسدال (ولد في 19 تشرين الثاني 1978) هو متسابق نيوزالندي في التجديف. درايسدال هو البطل الحالي في الأولمبياد وخمس مرات بطل العالم.

## روابط خارجية
- ماهي دريسدال على موقع الاتحاد الدولي للتجديف (الإنجليزية)
- ماهي دريسدال على موقع اللجنة الأولمبية الدولية (الإنجليزية)
- ماهي دريسدال على موقع أوليمبيديا (الإنجليزية)
- ماهي دريسدال على موقع اللجنة الأولمبية النيوزيلندية (الإنجليزية)